# 熊本県道237号小島新町線
熊本県道237号小島新町線（くまもとけんどう237ごう おしましんまちせん）は、熊本県熊本市西区から熊本市中央区に至る一般県道である。

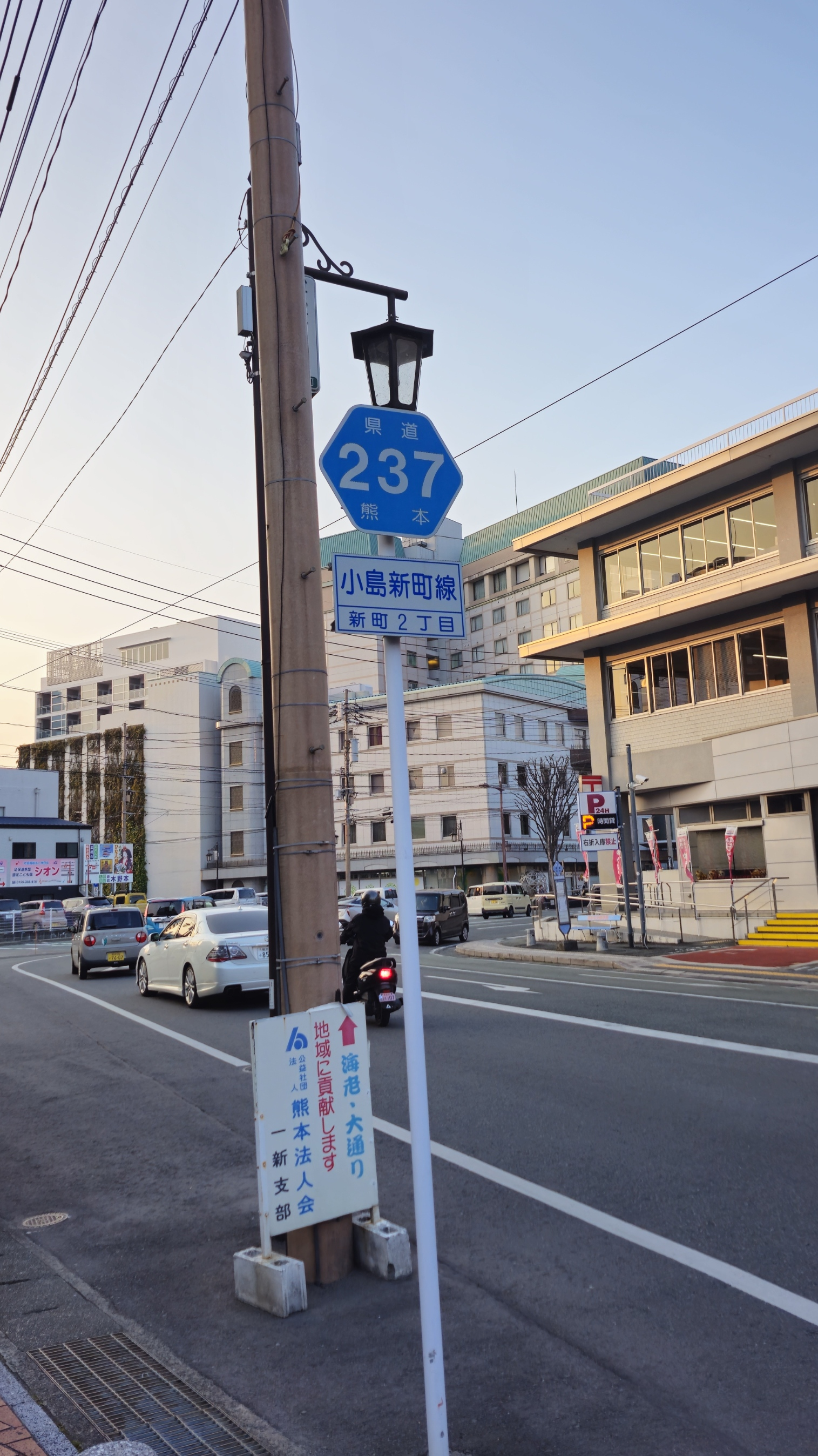
熊本県道237号の看板の写真

## 概要

### 路線データ
- 起点：熊本県熊本市西区小島上町（小島上町交差点、熊本県道28号熊本高森線交点）
- 終点：熊本県熊本市中央区新町2丁目（新町2丁目交差点、熊本県道28号熊本高森線交点）

## 地理

### 通過する自治体
- 熊本市（西区 - 中央区）

### 交差する道路
| 交差する道路           | 市町村名 | 市町村名 | 交差する場所 | 交差する場所           |
| ---------------------- | -------- | -------- | ------------ | ---------------------- |
| 熊本県道28号熊本高森線 | 熊本市   | 西区     | 小島上町     | 小島上町交差点 / 起点  |
| 熊本県道28号熊本高森線 | 熊本市   | 中央区   | 新町2丁目    | 新町2丁目交差点 / 終点 |

### 交差する鉄道
- 九州新幹線
- 鹿児島本線

### 沿線
- 坪井川
- 井芹川
- 花岡山
- 万日山
- 熊本市立池上小学校
- 熊本市電上熊本線 新町電停